# Милев, Борис
Борис Милев (болг. Борис Наумов Милев, литературный псевдоним — «Огин») — болгарский журналист, писатель и актёр, Герой Социалистического Труда НРБ, заслуженный деятель культуры Народной Республики Болгарии. Участник французского движения Сопротивления во время Второй мировой войны.

## Биография
Родился в 1903 году в городе София.
В 1917—1922 гг. учился в 1-й мужской гимназии в Софии. После окончания обучения в гимназии работал учителем в селе Капатово, после Сентябрьского восстания 1923 года был уволен как симпатизирующий коммунистам.
В 1925 году эмигрировал, сначала работал чернорабочим на металлургических заводах MAN, затем — рабочим на заводе «Ситроен» в северо-западном промышленном пригороде Парижа Аньер. Одновременно учился в театральной школе французского актёра и режиссёра Шарля Дюрена и активно сотрудничал с левой печатью Болгарии (газетами «Наковалня» и «Ехо»).
В 1939 году, после окончания войны в Испании, был интернирован и находился в лагере для интернированных лиц «Верне» в южной Франции недалеко от франко-испанской границы. Во время нахождения в лагере познакомился с находившимися вместе с ним в лагере испанцами и иностранцами, воевавшими на стороне Испанской республики против франкистов (среди которых были французские коммунисты). После начала Второй мировой войны, бежал из лагеря.
После немецкой оккупации Франции, в 1940 году вместе с другими участниками войны в Испании создал боевую группу, основу которой составили бывшие военнослужащие испанских интербригад (французы и иностранцы), которая действовала в Париже и его окрестностях и находилась в подчинении полковника Анри Роль-Танги. Функции связного с группой Милева выполнял Робер Беланже (уполномоченный ЦК ФКП за партизан-иностранцев). В дальнейшем, Милев занял должность комиссара штаба бойцов и партизан Парижского района.
Среди операций: сбор информации, имевшей разведывательное значение; распространение листовок и антифашистская агитация (будучи болгарином, Милев работал в среде других находившихся во Франции болгарских эмигрантов); взрыв двух бомб в проходившей парадной маршем колонне оккупационных войск на улице Месье-ле-Пренс; взрыв вагона с немцами на станции Понт-Альма; взрыв автобуса, перевозившего лётчиков люфтваффе; организация побега 24 советских военнопленных. 23 февраля 1943 года, в День Советской Армии, под его руководством были взорваны две зенитные батареи немецкой ПВО на мостах в Сен-Клу и Пасси. В августе 1944 года, после начала боевых действий в районе Парижа, Милев командовал группой французских партизан (в составе которой были три болгарина), именно его отряд занял болгарское посольство в Париже.
С 1940 по 1944 являлся участником французского движения Сопротивления, ему было присвоено звание майора.
В 1945 году вернулся в Болгарию.
С 15 сентября 1946 года до 1950 года являлся главным редактором газеты «Труд».
В 1958—1963 годы являлся постоянным представителем Народной республики Болгария в ЮНЕСКО.
Был послом НРБ в Гвинее и Сьерра-Леоне.
Скончался 28 апреля 1983 года.

## Государственные награды
- Герой Социалистического Труда (НРБ)[2]
- орден «Георгий Димитров»[2]